# Amalthina
Amalthina é um gênero de mariposa pertencente à família Acrolepiidae.